# كأس الدوري الياباني 1997
كأس الدوري الياباني 1997 (باليابانية: 1997年のJリーグカップ) هو الموسم 5 من كأس الدوري الياباني. أشرف على تنظيمه دوري الدرجة الأولى الياباني، وكان عدد الأندية المشاركة فيه 20، وفاز فيه كاشيما أنتلرز.